# Europese kampioenschappen schoonspringen 2014
Het schoonspringen tijdens de Europese kampioenschappen zwemsporten 2014 vond plaats van 18 tot en met 24 augustus 2014 in de Schwimm- und Sprunghalle im Europasportpark in Berlijn, Duitsland.

## Programma
| 1 m plank (m)            |      | Goud |      |      |      |      |      |  |  |  |  |  |  |  |  |  |  |  |  |  |  |  |  |
| 3 m plank (m)            |      |      |      | Goud |      |      |      |  |  |  |  |  |  |  |  |  |  |  |  |  |  |  |  |
| 10 m toren (m)           |      |      |      |      | Goud |      |      |  |  |  |  |  |  |  |  |  |  |  |  |  |  |  |  |
| 3 m plank synchroon (m)  |      |      |      |      |      | Goud |      |  |  |  |  |  |  |  |  |  |  |  |  |  |  |  |  |
| 10 m toren synchroon (m) |      |      | Goud |      |      |      |      |  |  |  |  |  |  |  |  |  |  |  |  |  |  |  |  |
|                          |      |      |      |      |      |      |      |  |  |  |  |  |  |  |  |  |  |  |  |  |  |  |  |
| 1 m plank (v)            |      |      | Goud |      |      |      |      |  |  |  |  |  |  |  |  |  |  |  |  |  |  |  |  |
| 3 m plank (v)            |      |      |      |      |      |      | Goud |  |  |  |  |  |  |  |  |  |  |  |  |  |  |  |  |
| 10 m toren (v)           |      |      |      |      |      | Goud |      |  |  |  |  |  |  |  |  |  |  |  |  |  |  |  |  |
| 3 m plank synchroon (v)  |      |      |      |      | Goud |      |      |  |  |  |  |  |  |  |  |  |  |  |  |  |  |  |  |
| 10 m toren synchroon (v) |      | Goud |      |      |      |      |      |  |  |  |  |  |  |  |  |  |  |  |  |  |  |  |  |
|                          |      |      |      |      |      |      |      |  |  |  |  |  |  |  |  |  |  |  |  |  |  |  |  |
| Landenwedstrijd (g)      | Goud |      |      |      |      |      |      |  |  |  |  |  |  |  |  |  |  |  |  |  |  |  |  |
| Totaal                   | 1    | 2    | 2    | 1    | 2    | 2    | 1    |  |  |  |  |  |  |  |  |  |  |  |  |  |  |  |  |

## Medailles

### Mannen
| Onderdeel   | Goud                                     | Goud        | Zilver                                      | Zilver      | Brons                                        | Brons       |
| Individueel | Individueel                              | Individueel | Individueel                                 | Individueel | Individueel                                  | Individueel |
| ----------- | ---------------------------------------- | ----------- | ------------------------------------------- | ----------- | -------------------------------------------- | ----------- |
| 1 m plank   | Patrick Hausding                         | 428,65      | Jevgeni Koeznetsov                          | 422,40      | Mathieu Rosset                               | 420,10      |
| 3 m plank   | Patrick Hausding                         | 487,85      | Ilja Zacharov                               | 483,20      | Illja Kvasja                                 | 477,20      |
| 10 m toren  | Victor Minibajev                         | 586,10      | Tom Daley                                   | 535,45      | Sascha Klein                                 | 530,90      |
| Synchroon   |                                          |             |                                             |             |                                              |             |
| 3 m plank   | Rusland Ilja Zacharov Jevgeni Koeznetsov | 464,64      | Duitsland Patrick Hausding Stephan Feck     | 438,15      | Oekraïne Oleksandr Gorsjkovozov Illja Kvasja | 433,98      |
| 10 m toren  | Duitsland Patrick Hausding Sascha Klein  | 461,46      | Wit-Rusland Vadim Kaptoer Jaoeheni Karalioe | 421,80      | Oekraïne Oleksandr Bondar Maksym Dolgov      | 415,17      |

### Vrouwen
| Onderdeel   | Goud                                             | Goud        | Zilver                                 | Zilver      | Brons                                   | Brons       |
| Individueel | Individueel                                      | Individueel | Individueel                            | Individueel | Individueel                             | Individueel |
| ----------- | ------------------------------------------------ | ----------- | -------------------------------------- | ----------- | --------------------------------------- | ----------- |
| 1 m plank   | Tania Cagnotto                                   | 289,30      | Kristina Ilinych                       | 288,55      | Tina Punzel                             | 286,70      |
| 3 m plank   | Nadezjda Bazjina                                 | 322,80      | Tania Cagnotto                         | 318,25      | Nora Subschinski                        | 317,90      |
| 10 m toren  | Sarah Barrow                                     | 363,70      | Noemi Batki                            | 346,40      | Joelia Prokoptsjoek                     | 341,35      |
| Synchroon   |                                                  |             |                                        |             |                                         |             |
| 3 m plank   | Italië Tania Cagnotto Francesca Dallapé          | 328,50      | Duitsland Tina Punzel Nora Subschinski | 313,50      | Oekraïne Olena Fedorova Anna Pysmenska  | 307,20      |
| 10 m toren  | Rusland Jekaterina Petoechova Joelia Timosjinina | 416,90      | Duitsland Maria Kurjo My Phan          | 409,75      | Hongarije Villő Kormos Zsófia Reisinger | 390,95      |

### Gemengd
| Onderdeel       | Goud                                      | Goud   | Zilver                                        | Zilver | Brons                              | Brons  |
| --------------- | ----------------------------------------- | ------ | --------------------------------------------- | ------ | ---------------------------------- | ------ |
| Landenwedstrijd | Rusland Victor Minibajev Nadezjda Bazjina | 416,90 | Oekraïne Oleksandr Bondar Joelia Prokoptsjoek | 409,75 | Duitsland Sascha Klein Tina Punzel | 390,95 |

### Medaillespiegel
| Plaats | Land                | Goud | Zilver | Brons | Totaal |
| 1      | Rusland             | 5    | 3      | 0     | 8      |
| 2      | Duitsland           | 3    | 3      | 4     | 10     |
| 3      | Italië              | 2    | 2      | 0     | 4      |
| 4      | Verenigd Koninkrijk | 1    | 1      | 0     | 2      |
| 5      | Oekraïne            | 0    | 1      | 5     | 6      |
| 6      | Wit-Rusland         | 0    | 1      | 0     | 1      |
| 7      | Frankrijk           | 0    | 0      | 1     | 1      |
| 7      | Hongarije           | 0    | 0      | 1     | 1      |
| Totaal | Totaal              | 11   | 11     | 11    | 33     |